# Hosszúvíz, Somogy
Hosszúvíz  este un sat în districtul Marcal, județul Somogy, Ungaria, având o populație de 45 de locuitori (2011). 

## Demografie
Componența etnică a satului Hosszúvíz
     Maghiari (100%)
Componența confesională a satului Hosszúvíz
     Romano-catolici (60%)
     Fără religie (22,22%)
     Luterani (6,67%)
     Necunoscută (11,11%)
Conform recensământului din 2011, satul Hosszúvíz avea 45 de locuitori. Din punct de vedere etnic, majoritatea locuitorilor (100,0%) erau maghiari.  Din punct de vedere confesional, majoritatea locuitorilor (60,0%) erau romano-catolici, existând și minorități de persoane fără religie (22,22%) și luterani (6,67%). Pentru 11,11% din locuitori nu este cunoscută apartenența confesională.